# Соколинский, Евгений Кириллович
Евгений Кириллович Соколинский (28 ноября 1946, Ленинград, РСФСР, СССР) – советский и российский критик, театровед, библиограф, кандидат искусствоведения,  доктор педагогических наук, заведующий сектором Сводных каталогов Отдела обработки и каталогов Российской национальной библиотеки. Член Союза театральных деятелей (1981), Союза писателей Санкт-Петербурга (2000), экспертного совета высшей театральной премии Санкт-Петербурга «Золотой софит» ( с 2005 г.). Заслуженный работник культуры Российской Федерации (2011).

## Биография
В 1969 году поступил на филологический факультет Ленинградского государственного университета. В 1968 году был зачислен в штат сотрудников Государственной публичной библиотеки им. М.Е.Салтыкова-Щедрина. В 1975 поступил в аспирантуру Ленинградского института театра, музыки  и кинематографии, где защитил диссертацию по искусствоведению на тему «Проблема гротеска и сценическое истолкование драматургии А.А. Сухово-Кобылина в советском театре» (1979).
В 1978 году после перерыва на аспирантуру продолжил деятельность в ГПБ, где работает поныне в должности заведующего сектором Сводных каталогов Отдела обработки и каталогов. Под его руководством были составлены «Сводный каталог сериальных изданий России, 1801–1825» (СПб., 1997–2015. Т.1–4); «Международный сводный каталог русской книги, 1918–1922» (СПб., 2002–2022. Т.1–9); «Указатель заглавий художественных произведений, 1801–1985» (М., 1985–1995. Т.1–8), база данных «Русская книга гражданской печати XVIII века». Также является составителем и членом редколлегии «Сводного каталога русской книги, 1801–1825» (М., 2000–2019. Т. 1–4). Помимо этого, является составителем библиографического указателя «Репертуар русской драмы 1734-1920» (М., 2015-2021. Т.1-4).
С середины 1970-х начал заниматься театральной критикой. В разные годы был обозревателем газет «Невское время», «Санкт-петербургские ведомости», «Час пик», публиковался также в журнале «Современная драматургия». В настоящее время регулярно печатается в журнале «Скрипичный ключ», выходящем под патронатом Санкт-Петербургской филармонии, а также в журнале «Страстной бульвар, 10», являющемся проектом Союза театральных деятелей Российской Федерации.
Преподавал театральную критику в Санкт-Петербургской театральной академии, а также историю театра в Санкт-Петербургской консерватории.
В 1994 году организовал Оперный лекторий РНБ, действующий по сей день.
В 2008 году защитил докторскую диссертацию «Сводные каталоги как основная форма национального репертуара печати Российской Федерации».
Является приглашенным членом диссертационного совета в Санкт-Петербургском государственном институте культуры.
Автор всего около 880 публикаций.

## Семья
Отец (Соколинский, Кирилл Александрович) и мать (Салло, Галина Евгеньевна) – топографы.

## Основные труды
- Ю. А. Меженко: библиограф на ветрах истории.  — СПб., 1998.
- А.В.Сухово-Кобылин Библиогр. указ. лит. о жизни и творчестве писателя, постановках трилогии  — СПб., 2001.
- Проблемы национального репертуара печати и сводных каталогов Российской Федерации.  — СПб., 2007.
- Петербургские подмостки: (от перестройки до наших дней) : [ч. 1-2]  — СПб., 2010. Т. 1–2.
- Сводные каталоги и репертуар печати. — Саарбрюкен, 2011.
- Гротеск в театре и А. В. Сухово-Кобылин [Текст] : [монография] — СПб., 2012.
- Странные люди. Странные спектакли (очерки, рецензии, фельетоны) — СПб., 2015.
- Как мало я видел!. (заметки для памяти): [дневник зарубежных поездок] — СПб., 2016.
- Оперные редкости в лектории РНБ краткие либретто — СПб., 2017.
- Репертуар: движение к бесконечности сборник статей — СПб., 2018.
- Близкие и далёкие: (опыт семейной хроники) — СПб., 2022
- Между тремя стульями — СПб., 2023